# Hitparade.ch

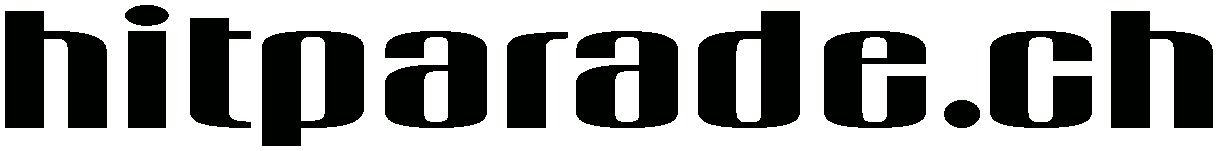
Logo Hitparade.ch

Hitparade.ch – strona internetowa, na której publikowane są szwajcarskie listy przebojów. Listy dotyczą najlepiej sprzedających się między innymi singli i albumów w danym tygodniu w Szwajcarii. Zestawienia sporządzane są w każdą niedzielę, upubliczniane zaś w następnym tygodniu w środę.

## Listy
| Nazwa               | Publikowana od | Liczba pozycji |
| ------------------- | -------------- | -------------- |
| Singles Top 100     | 1968           | 100            |
| Alben Top 100       | 1983           | 100            |
| Compilations Top 20 | 1983           | 20             |
| Musik–DVD Top 10    | 2008           | 10             |
| Airplay Charts      | 2005           | 30             |

Publikowane są również listy najlepiej sprzedających się w danym tygodniu książek, filmów i gier komputerowych.